# Scott Cawthon
Scott Steve Braden Cawthon, noto anche con lo pseudonimo di Animdude (Houston, 4 giugno 1978), è un programmatore, produttore cinematografico e scrittore statunitense, noto principalmente per aver dato vita al franchise Five Nights at Freddy's.

## Biografia
Non si sa con certezza quando Cawthon ha iniziato la sua carriera da informatico e sviluppatore; si può ipotizzare nel periodo degli anni novanta, visto che alcuni suoi vecchi giochi risalgono a quel periodo. Tuttavia conosciamo quale sia il suo primo gioco (chiamato "Doofas"), rivelato dallo stesso Cawthon in una diretta di YouTube del canale Dawko. I suoi primi giochi ufficiali arrivarono nei primi anni del 2000, tra cui ricordiamo RPG Max (rilasciato nel 2002). Successivamente si unì alla "Hope Animation", dove creò animazioni per bambini basati sulle tradizioni cristiane. Il 19 marzo 2007, Cawthon pubblicò sul suo canale YouTube la prima parte della sua serie The Pilgrim's Progress, basata sull'omonimo romanzo di John Bunyan. Dopo aver completato questa serie di otto parti, Cawthon iniziò la pubblicazione di diversi giochi tra cui Sit 'N Survive, Chipper and Sons Lumber Co. e The Desolate Hope. Alcuni di essi, come The Desolate Hope, furono approvati da Steam Greenlight e pubblicati su Steam, mentre altri, tra cui il più celebre Chipper and Sons Lumber Co., furono giudicati fortemente negativi dalla critica.
Fu grazie alle critiche negative di Chipper and Sons Lumber Co., che Cawthon pubblicò il suo più grande successo, Five Nights at Freddy's. Infatti le critiche negative definivano i personaggi di Chipper and Sons degli animatroni spaventosi, anziché dei personaggi per un videogioco per un pubblico di bambini. Questo spinse Cawthon a creare un gioco spaventoso con animatroni. Una demo del gioco fu pubblicata su IndieDB il 24 luglio 2014 e, a causa della sua popolarità, il gioco completo fu pubblicato l'8 agosto dello stesso anno su Desura. Il 18 agosto fu pubblicato su Steam e ottimizzato per Play Store e App Store.
Il gioco guadagnò molta popolarità (soprattutto grazie ai gameplay di numerosi YouTuber tra cui ricordiamo Markiplier). Cawthon così pubblicò altri sei capitoli inerenti alla saga di Five Nights at Freddy's, uno spin-off e diversi libri.
Verso la fine dell'estate 2018, Cawthon elencò su un post di Steam i progetti che erano in lavorazione, tra cui un film basato sulla storia di Five Nights at Freddy's, e vari nuovi giochi.
Il 10 giugno 2021, furono rese pubbliche in rete donazioni fatte da Cawthon a controversi esponenti del Partito Repubblicano (fra cui Donald Trump), che gli valsero reazioni per lo più negative sui social media. Subì inoltre un doxxing a causa delle donazioni. In un post su Reddit, Cawthon replicò alle critiche sostenendo di aver fatto solamente quello che riteneva giusto per il suo Paese, supportando candidati con posizioni in politica estera ed economica che considerava più adatte per garantire il benessere della nazione.
Il 17 giugno dello stesso anno Cawthon aveva annunciato la decisione di terminare la sua carriera come sviluppatore di videogiochi e di affidare la serie a qualcun altro, in modo da avere più tempo per dedicarsi alla sua famiglia. Tale decisione sembra però essere stata revocata, in quanto Cawthon, oltre ad aver mantenuto i diritti esclusivi sul franchise e continuato a lavorare sul film e sui libri della saga, riprese più avanti a produrre e pubblicare videogiochi.

## Opere

### Filmografia

#### Film animati
- Birdvillage, 2003
- A Mushsnail Tale, 2003
- Return To Mushsnail: The Legend of The Snowmill, 2003
- Noah's Ark: Story of The Biblical Flood, 2005
- The Pilgrim's Progress, 2005
- A Christmas Journey, 2006
- Bible Plays: David And Goliath, 2010

#### Serie animate
- The Jesus Kids' Club, 2010

#### Film in live action
- Five Nights at Freddy's, 2023 (sceneggiatore, produttore)
- Five Nights at Freddy's 2, 2025 (sceneggiatore, produttore)

### Videogiochi
- Doofas, 1994
- RPG Max, 2002
- The Misadventures of Sigfreid The Dark Elf, 2003
- Bogart, 2003
- Bogart 2, 2003
- Elemage, 2003
- Stellar gun, 2003
- Ships of Chaos, 2003
- M.o.o.n Robot, 2003
- Legacy of Flan, 2003
- Legacy of Flan : Flans Online, 2003
- Legacy of Flan: Storm of Hades, 2003
- Flanville, 2004
- Flanville 2, 2005
- Legend of White Whale, 2005
- Chup's Quest, 2005
- Legacy of Flan 4: Flan Rising, 2007
- The Desolate Room, 2007
- Iffermoon, 2008
- The Pilgrim's Progress 2011
- The Desolate Hope, 2012
- Use Holy Water!, 2013
- Chipper and Sons Lumber Co., 2013
- Cropple, 2013
- Forever Quester, 2013
- Slumberfish, 2013
- Golden Galaxy, 2013
- Fighter Mage Bard, 2014
- Fart Hotel, 2014
- Pogoduck, 2014
- Gemsa, 2014
- 8-Bit RPG Creator, 2014
- Shell Shatter, 2014
- Chubby Hurdles, 2014
- Sit N' Survive, 2014
- Kitty in the Crowd, 2014
- There Is No Pause Button!, 2014
- Rage Quit, 2014
- Five Nights at Freddy's, 2014
- Five Nights at Freddy's 2, 2014
- FNaF 3 Troll Game, 2015
- Five Nights at Freddy's 3, 2015
- Five Nights at Freddy's 4, 2015
- FNaF World, 2016
- FNaF:SL Mature Edition, 2016
- Five Nights at Freddy's: Sister Location, 2016
- Freddy Fazbear's Pizzeria Simulator 2017
- Ultimate Custom Night Troll Game, 2018
- Ultimate Custom Night, 2018
- Five Nights at Freddy's VR: Help Wanted, 2019
- Five Nights at Freddy's AR: Special Delivery, 2019
- Freddy in Space 2, 2019
- Security Breach: Fury's Rage, 2021
- Five Nights at Freddy's: Security Breach, 2021
- Freddy in Space 3: Chica in Space, 2023
- Five Nights at Freddy's: Help Wanted 2, 2023
- Five Nights at Freddy's: Into the Pit, 2024
- Five Nights at Freddy's: Secret of the Mimic, 2025

### Libri
- The Tearing, 2013
- Five Nights at Freddy's: The Silver Eyes, 2015
- Five Nights at Freddy's: The Twisted Ones, 2017
- The Freddy Files, 2017
- Survival Logbook, 2018
- Five Nights at Freddy's: The Fourth Closet, 2018
- Gli incubi del Fazbear #1: Mille modi per morire (Fazbear Frights#1: Into the Pit), 2019
- Gli incubi del Fazbear #2: Il cane meccanico (Fazbear Frights#2: Fetch), 2020
- Gli incubi del Fazbear #3: A notte fonda (Fazbear Frights#3: 1:35 AM), 2020
- Gli incubi del Fazbear #4: Troppo vicino (Fazbear Frights#4: Step Closer), 2020
- Gli incubi del Fazbear #5: Arriva il coniglietto  (Fazbear Frights#5: Bunny Call), 2020
- Gli incubi del Fazbear #6: Blackbird (Fazbear Frights#6: Blackbird), 2020
- Gli incubi del Fazbear #7: La ruota della tortura (Fazbear Frights #7: The Cliffs), 2021
- Gli incubi del Fazbear #8: L'ultimo compleanno (Fazbear Frights #8: Gumdrop Angel), 2021
- Gli incubi del Fazbear #9: L'intagliapupazzi (Fazbear Frights #9: The Puppet Carver), 2021
- Fazbear Frights #10: Friendly Face, 2021
- Fazbear Frights #11: Prankster, 2021
- Fazbear Frights #12: Felix the Shark, 2022
- I racconti del Pizzaplex #1: Il gioco di Lally (Tales from the Pizzaplex #1: Lally's Game), 2022
- I racconti del Pizzaplex #2: Nessuno è al sicuro (Tales from the Pizzaplex #2: Happs), 2022
- Tales from the Pizzaplex #3: Sommiphobia, 2022
- Tales from the Pizzaplex #4: Submechanophobia, 2022
- Tales from the Pizzaplex #5: The Bobbiedots Conclusion, 2023
- Tales from the Pizzaplex #6: Nexie, 2023
- Tales from the Pizzaplex #7: Tiger Rock, 2023
- Tales from the Pizzaplex #8: B7—2, 2023
- Five Nights at Freddy's: The Official Movie Novel, 2023

## Vita privata
Scott è sposato e attualmente vive a Salado, in Texas, con la moglie ed i suoi sei figli. È di religione cristiana, infatti creò dei film d'animazione 3D e successivamente un videogioco sul tema, chiamato The Pilgrim's Progress: The Video Game, tratto dal film d'animazione omonimo, a sua volta basato su un libro omonimo.